# Benchicao
Benchicao (în arabă بن شكاو) este o comună din provincia Médéa, Algeria.
Populația comunei este de 9.728 de locuitori (2008).